# Франчук Валентин Васильович
Валентин Васильович Франчук (нар. 4 листопада 1966, м. Чортків, Україна) — український вчений у галузі медицини, судовий медик, доктор медичних наук зі спеціальності «судова медицина» (2020), завідувач курсу судової медицини Тернопільського національного медичного університету імені І. Я. Горбачевського. 

## Життєпис
Валентин Франчук народився 4 листопада 1966 р. у м. Чорткові Тернопільської області в сім’ї службовців. У 1983 році закінчив із золотою медаллю Теребовлянську середню школу № 2. 
З 1983 по 1989 роки навчався у Тернопільському державному медичному інституті за спеціальністю «Лікувальна справа». 
Після закінчення інституту проходив інтернатуру з хірургії спочатку у Рівненській центральній міській лікарні, потім у Тернопільській міській лікарні № 1. До 1992 року працював лікарем-хірургом Тернопільської міської лікарні № 3.
З лютого 1992 році працює у Тернопільському національному медичному університеті: старший лаборант, асистент кафедри, нині — завідувач курсу судової медицини. З листопада 2021 року – професор кафедри патологічної анатомії з секційним курсом та судової медицини ТНМУ.
З 1995 року працює (за сумісництвом) у Тернопільському обласному бюро судово-медичної експертизи спочатку у відділі експертизи потерпілих, обвинувачених та інших живих осіб, а з 2017 року — у відділі комісійних експертиз. Включений до державного реєстру атестованих судових експертів України.
Родина
Дружина Наталія Франчук  — лікар-невролог Тернопільської міської лікарні № 3. Син Максим — асистент кафедри внутрішньої медицини № 2 ТНМУ, лікар-ревматолог.

## Наукова діяльність
У 1999 році захистив кандидатську дисертацію «Морфометричні показники серця при наглій смерті від атеросклерозу коронарних судин та їх судово-медичне значення» у Київській медичній академії післядипломної освіти імені П.Л. Шупика.  
У 2020 році захистив докторську дисертацію «Судово-медична експертиза у випадках неналежної професійної діяльності медичних працівників» у Харківському національному медичному університеті, яка стала першою з часів незалежності української держави ґрунтовною науковою працею, присвяченою судово-медичній оцінці дефектів медичної допомоги.

## Доробок
У 2019 році видав авторську монографію «Недоліки професійної медичної діяльності: судово-медичні та клініко-соціальні аспекти». 
Автор першого в Україні навчального посібника (практикуму) з судової медицини англійською мовою для студентів-іноземців (2011), співавтор першого вітчизняного навчального лазерного компакт-диску з судової медицини для студентів вищих медичних навчальних закладів (2005). 
Валентину Франчуку належить пріоритет у створенні та впровадженні у навчальний процес вищого навчального медичного закладу України дистанційної електронно-інформаційної системи навчання з судової медицини та контролю знань студентів українською, російською та англійською мовами відповідно до вимог ECTS (у програмному середовищі Moodle). 
Автор понад 130 наукових та навчально-методичних праць з різних розділів судової медицини.